# Mohand-Lyazid Chibout
Pour les articles homonymes, voir Mohand.
Mohand Lyazid Chibout (en kabyle : Muḥend Lɛezid Cibut), nom de plume Iris, né à Ait Soula, dans la commune de Chemini à Béjaïa en Algérie, est un écrivain, poète, correcteur (édition, presse) et chroniqueur algérien kabyle d'expression française.

## Biographie
Après une scolarité effectuée à Chemini en primaire et à Sidi Aïch dans le secondaire, Mohand-Lyazid Chibout poursuit ses études universitaires – dont il sort diplômé – de mathématiques à l'université des sciences et de la technologie Houari-Boumédiène (USTHB), de journalisme et de littérature française à l’université d'Alger. Il s’oriente ensuite vers l’enseignement (école élémentaire et collège) et le journalisme (Le Soir d'Algérie, La Dépêche de Kabylie) à Chemini, la commune dont il est natif, dans le département de Vgayet (appelé communément « Béjaïa »), en Kabylie.
Puis il reprend des études en France et suit un master de lettres modernes à l’université de Nice Sophia Antipolis, Université Sorbonne-Nouvelle, et Sorbonne Université. 
Installé à Paris, le regard rivé de l’autre côté, et avec des yeux d’avenir, il espère, avec la complicité de sa plume et sa collaboration avec différents organes de presse comme Le Jeune Indépendant, Le Matin d'Algérie, L'Initiative (Liste de journaux au Canada)… voir un jour en ces renégats politiques des têtes consciencieuses de bonne foi œuvrant non à la ruine d’un pays mais à sa prospérité. 
Et il est l’auteur de Traduire un silence, d'Amoureux-nés, de La finitude (La haine de soi), de Les saisons mortes, et de Les lumières de l'ombre.

## Œuvres
- Traduire un silence, roman, 2010  (ISBN 978-2-35453-004-4)[1]
- Amoureux-nés, roman, 2010  (ISBN 978-2-8121-2610-9)[2]
- La Finitude (La haine de soi), roman, 2014  (ISBN 978-2-3326-7739-6)[3]
- Les Saisons mortes, roman, 2018  (ISBN 978-2-37827-057-5)[4]
- Les Lumières de l'ombre, recueil de réflexions et aphorismes, 2023  (ISBN 978-2-37827-703-1)[5]